# Роберт Престон, 1й барон Горманстон

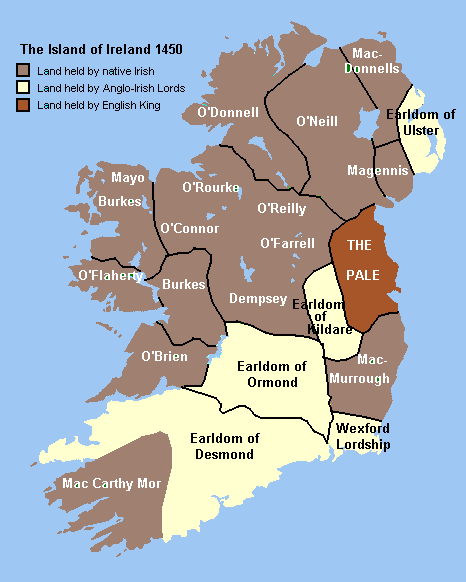
Ірландія в середні віки. Показані англійські володіння, володіння графів Ормонд та Фіцджеральд, володіння незалежних ірландських кланів та королівств.

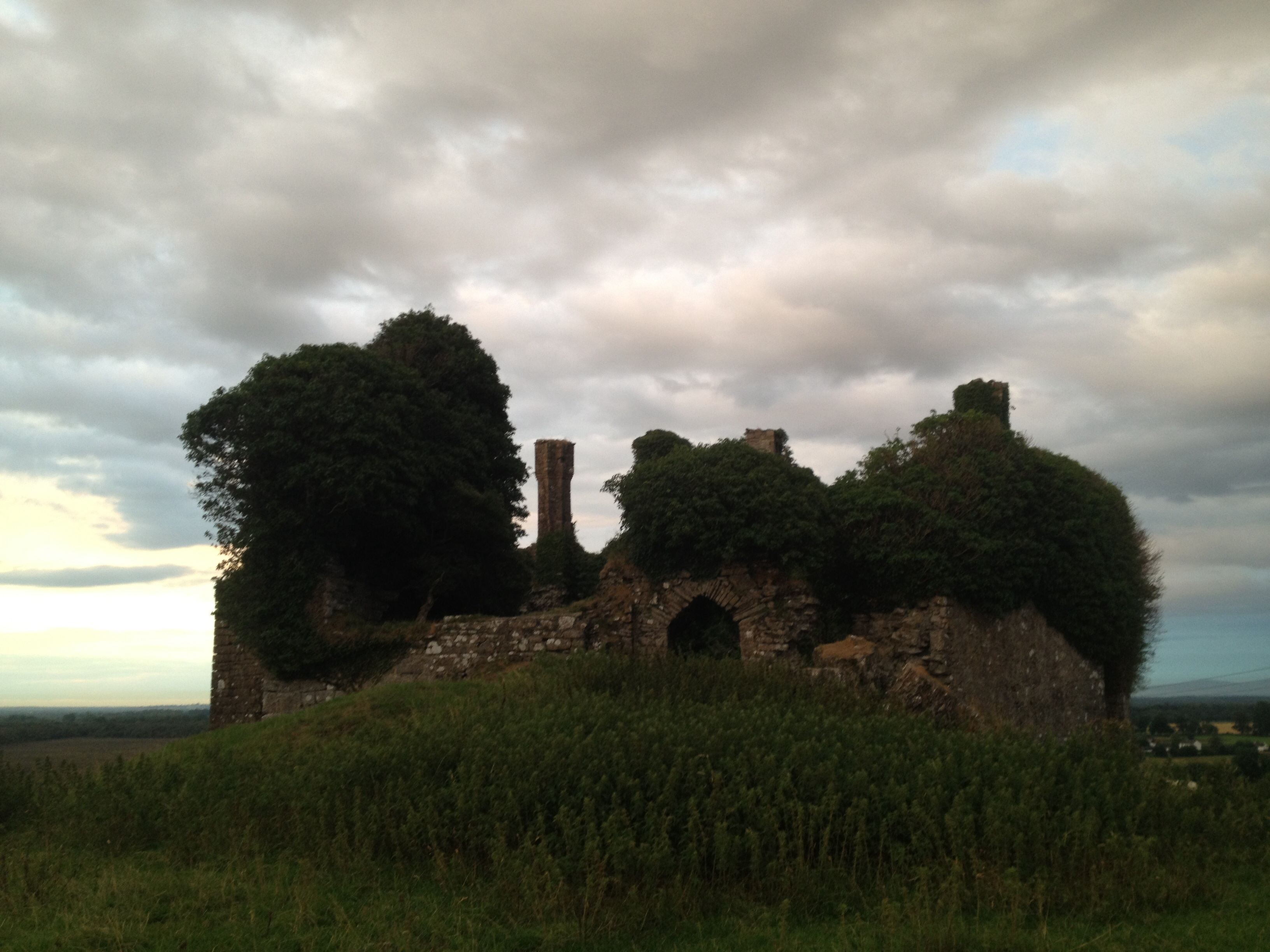
Руїни замку Карбері.

Герб віконтів Горманстон.

Роберт Престон (помер у 1396 р.) – І барон Горманстон, відомий англо-ірландський аристократ, державний діяч, юрист. Він обіймав кілька вищих судових посад, у тому числі, протягом короткого періоду, пост лорда-канцлера Ірландії. Він був засновником провідного англо-ірландського роду Престонів, титули якого включали титул віконта Горманстон та віконта Тари.

## Життєпис

### Походження та ранні роки
Роберт Престон був сином Роджера де Престона (помер у 1346 р.) та його дружини та двоюрідної сестри Мод (або Матильди) де Престон. Його батько був сином Адама де Престона, багатого купця з Престона, Ланкашир (Англія). Родина Престонів приїхала до Ірландії на початку чотирнадцятого століття. Роджер де Престон обіймав кілька суддівських посад, у тому числі посаду повноважного судді Суду загальних справ (Ірландія) [1]. Вперше про Роберта Престона почули в 1346 році, коли він успадкував майно в Престоні. Він пішов за своїм батьком у юридичну професію, став сержантом королівського суду Ірландії приблизно в 1348 році та генеральним прокурором Ірландії в 1355 році, отримавши платню 100 шилінгів на рік [2]. 

### Юрист
Як головний юрист Корони, його обов’язки були обтяжливими: у 1357 і 1358 роках йому було наказано супроводжувати лорд-суддю Ірландії через Лейнстер і Манстер (що тоді лише частково були під контролем Англії), а також виступати в суді та захищати прохачів в суді від імені Корони Англії та Ірландії [3]. Ця служба в суді присяжних тривала майже 6 місяців, що, мабуть, серйозно заважало його приватній практиці, хоча він отримував зарплату в 29 фунтів стерлінгів, що на той час було дуже великою сумою, а також корона компенсувала його витрати на службі [4]. У 1358 році він став головним суддею Ірландської спільної судової палати і обіймав цю посаду 20 років. Його було усунено з посади в 1378 році із зауваженням: «…якщо Король або Таємна Рада Ірландії не накажуть інакше», але ця відставка була за його власним бажанням [2].
У 1359 - 1361 роках корона Англії зіткнулася з серйозним повстанням у Лейнстері під проводом ірландського клану О’Бірн, яке очолив відомий ірландський ватажок Мак Мерро Кавана. Король Англії Едуард III призначив свого другого сина Лайонеля Антверпенського лорд-лейтенантом Ірландії, щоб придушити повстання, і в цьому він в основному успішно впорався. Престон служив його лейтенантом у кампанії та був посвячений у лицарі. Він був нагороджений титулом барона Горманстон між 1365 і 1370 роками. Він уже на той час був депутатом Палати Лордів парламенту Ірландії як барон Келлс, отримавши цей титул від своєї першої дружини Маргарет де Бермінгем [5]. 
У 1367 році він брав участь у комісії, щоб з’ясувати, які прибутки отримувала корона Англії від казначейства Ірландії, а пізніше того ж року він брав участь у іншій комісії, щоб з’ясувати, чи маєток Раткіл є у власності корони Англії.
Незважаючи на його тісні родинні зв'язки (через його першу дружину) з родиною Карбері де Бермінгем, він зазнав значних втрат під час приватної війни родини Бермінгем у графствах Міт та Кілдер у 1367 – 1368 роках і був змушений поставити гарнізон в замку Карбері. Незрозуміло, чи грав він якусь роль у невдалих переговорах в Карбері в 1368 році, де Бермінгеми, порушивши домовлене перемир’я, ув’язнили представників корони Англії. 

### Звершення кар’єри
Хоча Роберт Престон, очевидно, дуже хотів піти у відставку з посади головного судді Ірландії [8], у свої останні роки він продовжував обіймати високу посаду: він ненадовго був лорд-канцлером Ірландії у 1388 році, заступником юстиціарія Ірландії в 1389 році, і його було призначено канцлером казначейства Ірландії в 1391 році [2]. 
Вважається, що Роберт Престон володів колекцією юридичних і політичних праць, у тому числі суперечливим трактатом «Modus Tenendi Parliamentum» (Режим проведення засідань парламенту) (написаний близько 1320 р.), який наголошував на вирішальній ролі парламенту в уряді та, на думку його критиків, виправдовував усунення короля [9]. Колекція перейшла до його сина Крістофера, ІІ барона Горманстон, який ретельно її вивчав. Це стало причиною суперечок під час політичної кризи 1418 - 1419 років, коли другого барона звинуватили в державній зраді, в основному через те, що він володів «Модусом» [10].
Його основною резиденцією, придбаною через шлюб, був замок Карбері, графство Кілдер. Робер Престон придбав маєток Горманстон, графство Міт, у родини Сент-Аманд у 1363 році.
Його мати Мод володіла власним майном і придбала землі, де вона побудувала дублінську міську резиденцію, розташований приблизно на сучасній Парламентській вулиці в центрі міста, приблизно в 1360 році. Він став відомий як будинок Престон-Інн і так і називався за часів королеві Англії Єлизавети І [12]. 

### Родина
Роберт Престон перший раз одружився з Маргарет де Бермінгем, донькою та майбутньою спадкоємицею сера Волтера де Бермінгема, титулярного барона Келлс-ін-Оссорі, завдяки якому він отримав замок Карбері (який зараз лежить в руїнах). Вдруге він одружився з Джоаною Гуджелі. Після його смерті в 1396 році його спадкоємцем став його син Крістофер Престон, ІІ барон Горманстон, що також прийняв титул барон Келлс по праву своєї матері [13].